# Chola Duby
Chola Duby fue una bailarina y actriz de cine y teatro argentina.

## Carrera
Chola Duby se destacó en el teatro del género musical durante las décadas del '50 y '60 principalmente. Debuta como bailarina en 1926 para la Compañía Nacional de Revistas Antonio Daglio. Al poco tiempo se volvió una actriz cómica de revistas y espectáculos.
Tuvo una destacada actuación en la pantalla grande argentina con los films La fin del mundo protagonizada por Julia Sandoval, Carlos Cores y Ubaldo Martínez, Martín Fierro de 1968 dirigida por Leopoldo Torre Nilsson, protagonizada por Alfredo Alcón , y Kuma Ching (1969) de Daniel Tinayre, con Luis Sandrini, Lola Flores y Narciso Ibáñez Menta.
En televisión participó del programa cómico de 1960, Los trabajos de Marrone, junto al genial capocómico José Marrone .

## Filmografía
- 1963: La fin del mundo.
- 1968: Martín Fierro.
- 1968: En mi casa mando yo.
- 1969: Kuma Ching.[3]

## Televisión
- 1956: Teatro de la noche / Teatro del lunes (ep. Criolla vieja, con Pepita Muñoz, Miguel Ligero, Samuel Giménez y Gloria Ramírez.[4]
- 1960/1963: Los trabajos de Marrone.
- 1965: Gran teatro universal (ep. Antesala del infierno).[5]

## Teatro
- 1950: El vivo vive del zonzo de Antonio Botta y Marcos Bronenmerg, con un elenco integrado por Conchi Sánchez, Olga Duncan, Julio Bianquet, Mabel Cabello, Pura Delgui, María T. Gutiérrez, Chita Foras, Ego Brunoldi, Leónidas Brandl, Andrés López y Raúl Cúneo.[6]
- 1950: Dos Corazones.
- 1950: ¡Aquí Está La Vieja Ola!... Y Esta Vez No Viene Sola!, con la Compañía de Espectáculos Cómicos encabezada Olinda Bozán y Alberto Anchart. Estrenada en el Teatro Astral
- 1950: Se necesita un sinvergüenza, con la Compañía de José Ramírez.
- 1950: Ah.. si yo fuera rica.
- 1950: Aquí se va armar la gorda.
- 1956: Tangolandia, con María Esther Gamas, Oscar Villa, Jorge Ayala, Carmen del Moral, Lalo Malcolm, Miguel Ligero, Santiago Vidal y Marcelo Paz.
- 1957: La pequeña choza, con la Compañía Argentina de Comedias Enrique Serrano- Irma Córdoba - Osvaldo Miranda.
- 1961: Buenos Aires de ayer, con Diana Maggi, Roberto Escalada y gran elenco.
- 1961: La muchachada del centro, encabezada por José Marrone y Diana Maggi. Libro y letra de Ivo Pelay, y música de Francisco Canaro. Con Roberto Escalada, Alberto Irízar, Enrique Dumas, Lalo Malcolm, María Esther Paonessa, Isabel De Grana, entre otros.